# Journée internationale des enfants victimes innocentes de l'agression

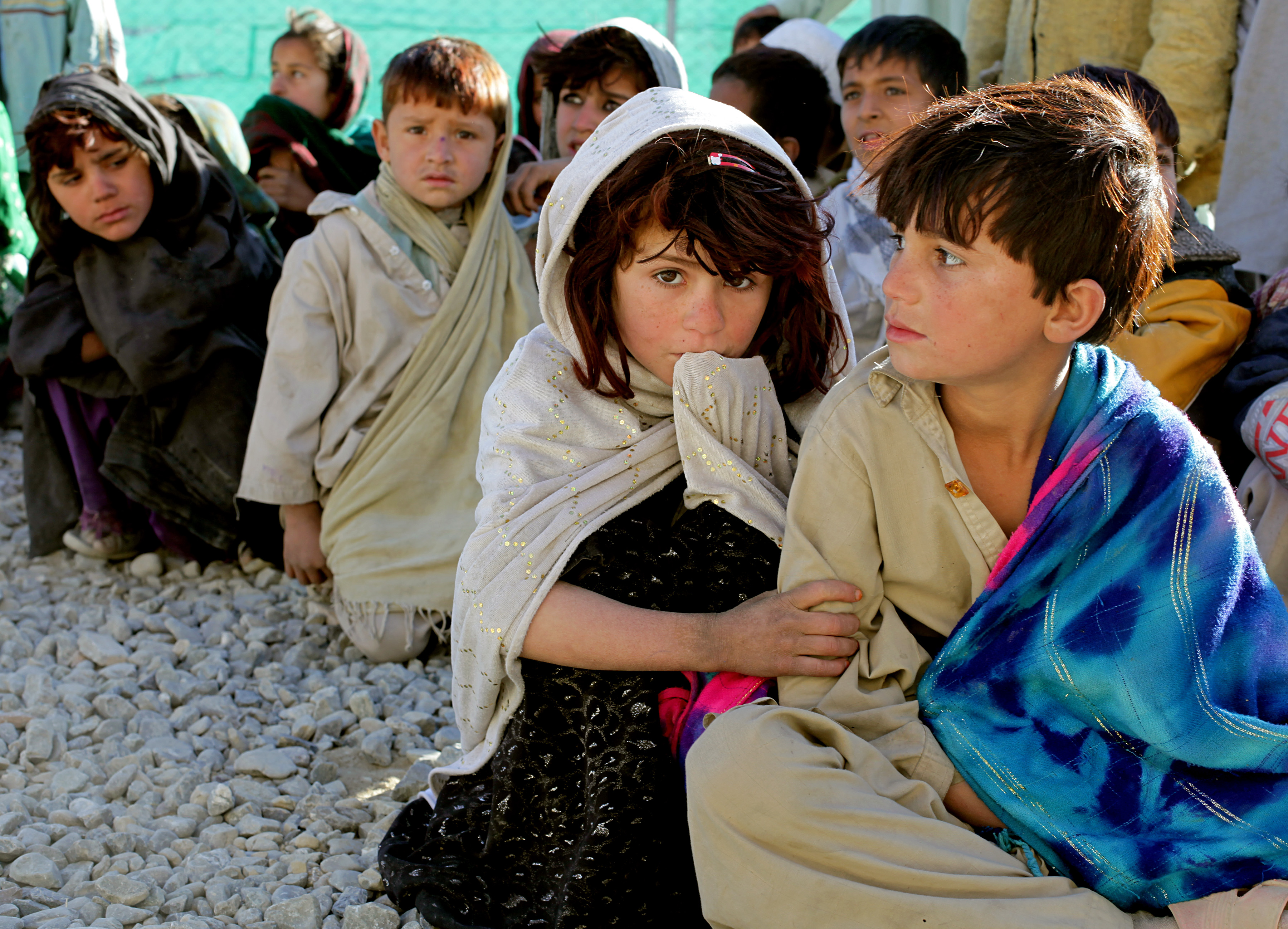
Des enfants afghans attendent de recevoir des soins médicaux de base et des vêtements à Camp Clark, un camp militaire américain dans la province de Khost

La Journée internationale des enfants victimes innocentes de l'agression est une journée internationale observée le 4 juin pour les victimes des enfants et les droits de l'enfant contre le crime d'agression, les violences physiques et psychologiques. Cette journée a été instaurée le 19 août 1982 après l'invasion militaire israélienne au Liban de 1982.